# Бизенджо, Мир Абдул Куддус
Мир Абдул Куддус Бизенджо (англ. Mir Abdul Quddus Bizenjo; род. 1 января 1974, Аваран, Белуджистан) — государственный и политический деятель Пакистана. С 29 октября 2021 года является действующим главным министром Белуджистана. Был членом Провинциального собрания Белуджистана с ноября 2002 года.
Ранее был членом Провинциального собрания Белуджистана с ноября 2002 года по май 2018 года. Занимал должность главного министра Белуджистана с 13 января 2018 года по 7 июня 2018 года и был заместителем спикера Провинциального собрания Белуджистана с 2013 по 2015 год. С 2002 по 2013 год работал в правительстве Белуджистана в должности министра животноводства.

## Биография
Родился 1 января 1974 года в Аваране, Белуджистан.
Получил начальное образование в Шинди-Джао в округе Аваран. В 2000 году получил степень магистра по английскому языку в Университете Белуджистана.
В 2002 году был избран в Провинциальную ассамблею Белуджистана в качестве кандидата от Пакистанской мусульманской лиги (К) от округа PB-41 (Аваран) на всеобщих выборах, набрав 9 492 голоса. Работал в должности провинциального министра Белуджистана по животноводству и развитию молочного животноводства в кабинете главного министра Джама Мохаммада Юсафа.
По данным Избирательной комиссии Пакистана он баллотировался на место Провинциальной ассамблеи Белуджистана в качестве кандидата от Пакистанской мусульманской лиги (К) от избирательного округа PB-41 Аваран на всеобщих выборах в Пакистане в 2008 году, но неудачно и уступил место независимому кандидату Миру Камберу Али Гики, получив 8 456 голосов.
В 2013 году был переизбран в Провинциальную ассамблею Белуджистана в качестве кандидата от Пакистанской мусульманской лиги (Q) от избирательного округа PB-41 Аваран на всеобщих выборах в Пакистане. Получил 544 голоса в округе, где было зарегистрировано 57 666 избирателей. Телекомпания Geo News отметила, что он был избран в законодательный орган власти, получив наименьшее количество голосов за всю историю выборов в стране.
В июне 2013 года был избран заместителем спикера Провинциального собрания Белуджистан. После того, как спикер Провинциального собрания Джан Мохаммад Джамали ушел в отставку со своего поста в 2015 году до вынесения ему вотума недоверия, Мир Бизенджо был назван в качестве потенциального кандидата на должность спикера, однако не был выбран. После того, как Рахила Дуррани была назначена новым спикером главным министром Навабом Санауллахом Ханом Зехри, принадлежащим к правящей Пакистанской мусульманской лиге (Н), Мир Бизенджо подал в отставку с поста заместителя спикера в декабре 2015 года.
2 января 2018 года сыграл важную роль в отстранении действующего главного министра Наваба Санауллаха Хана Зехри после того, как вместе с некоторыми членами Провинциального собрания представил ему вотум недоверия, что вызвало политическую нестабильность в провинции. Это нанесло серьезный удар по Пакистанской мусульманской лиге (Н) в преддверии выборов в Сенат Пакистана, которые должны были состояться в марте 2018 года. 12 января 2018 года Мир Бизенджо заявил о выдвижении кандидатуры на должность главного министра. Еженедельная газета Dawn в своей редакционной статье назвала избрание Мира Бизенджо на должность главного министра «недемократическим выбором», отметив, что он получил на выборах 544 голоса и стал главным министром, хотя это очень низкий уровень поддержки.
13 января 2018 года был избран главным министром Белуджистана, получив 41 из 65 голосов в Провинциальном собрании, включая голоса Пакистанской мусульманской лиги (Н), считающейся главным соперником Пакистанской мусульманской лиги (К).
Пакистанская мусульманская лига (Н), которая была самой крупной партией в Провинциальном собрании с 21 членом, не выдвинула своего кандидата на должность главного министра. Издание The Express Tribune в своей редакционной статье отметило, что в результате этого шага Пакистанская мусульманская лига (Н) «оказалась отстраненной от правительства провинции» после того, как была там главной политической силой в течение четырех с половиной лет.
В своей первой речи Мир Бизенджо пообещал улучшить систему здравоохранения, образования и обеспечить чистую питьевую воду своим главным приоритетом во время пребывания на посту главного министра Белуджистана.
В марте 2018 года помог сформировать новую политическую партию Белуджистан Авами.
7 июня 2018 года Избирательная комиссия Пакистана назначила Алауддина Марри преемником Бизенджо на посту временного главного министра Белуджистана.
Был переизбран в Провинциальное собрание Белуджистана в качестве кандидата от округа ПБ-44 (Аваран-кум-Панджгур) на всеобщих выборах в Пакистане в 2018 году. Получил 8 055 голосов и победил Хайра Джана, кандидата от Национальной партии. После успешного избрания был выдвинут на должность спикера Провинциального собрания Белуджистана. 16 августа 2018 года был избран спикером Провинциального собрания. Получил 39 голосов против своего оппонента Мухаммада Наваза Хана Какара, который получил 20 голосов.
6 сентября 2018 года стал исполняющим обязанности губернатора Белуджистана после отставки Мухаммада Хана Ачакзая.
19 ноября 2018 года объявил об уходе с поста спикера Провинциального собрания Белуджистана. Однако, в итоге не ушел в отставку и продолжил работу в должности. Покинул пост спикера 25 октября 2021 года.
29 октября 2021 года был избран главным министром Белуджистана.

## Примечание
1. 1 2  Profile. Provincial Assembly of Balochistan. Дата обращения: 18 октября 2018. Архивировано 30 апреля 2019 года.
2. 1 2 3 4  Bizenjo in the driving seat - Daily Times. Daily Times. 14 января 2018. Архивировано 14 января 2018. Дата обращения: 14 января 2018.
3. 1 2 3  Balochistan Assembly to elect new chief minister today. www.geo.tv. 13 января 2018. Архивировано 13 января 2018. Дата обращения: 13 января 2018.
4. 1 2 3 4 5 6  Thrice-elected lawmaker - The Express Tribune. The Express Tribune. 13 января 2018. Архивировано 13 января 2018. Дата обращения: 13 января 2018.
5. 1 2  Notezai, Muhammad Akbar (14 января 2018). ANALYSIS: PML-N HUMBLED IN BALOCHISTAN. DAWN.COM. Архивировано 14 января 2018. Дата обращения: 14 января 2018.
6. ↑  2002 election result Balochistan. ECP. Дата обращения: 13 января 2018. Архивировано 13 января 2018 года.
7. ↑  2008 election result. ECP. Дата обращения: 13 января 2018. Архивировано 5 января 2018 года.
8. ↑  Shah, Syed Ali (11 января 2018). Dissidents nominate Abdul Quddus Bizenjo as new Balochistan chief minister. DAWN.COM. Архивировано 13 января 2018. Дата обращения: 11 января 2018.
9. 1 2  Shahid, Saleem (12 января 2018). From lowest votes to nomination for post of chief minister. DAWN.COM. Архивировано 13 января 2018. Дата обращения: 13 января 2018.
10. ↑  Ali Kalbe, Iftikhar A. Khan (17 мая 2013). Balochistan miracle: 544 votes enough for PA seat. DAWN.COM. Архивировано 22 февраля 2017. Дата обращения: 11 января 2018.
11. ↑  Balochistan Assembly to elect new chief minister today. www.geo.tv. Архивировано 13 января 2018. Дата обращения: 13 января 2018.
12. ↑  Shahid, Saleem (4 июня 2013). Balochistan Assembly speaker, deputy speaker: Jan Jamali, Qudoos Bizenjo elected unopposed. DAWN.COM. Архивировано 4 марта 2016. Дата обращения: 11 января 2018.
13. ↑  With Zehri set to take charge, Abdul Malik resigns as Balochistan CM - The Express Tribune. The Express Tribune. 23 декабря 2015. Архивировано 6 июля 2017. Дата обращения: 13 января 2018.
14. ↑  Talk of army hand as Balochistan gets new CM - Times of India. The Times of India. Архивировано 22 января 2018. Дата обращения: 14 января 2018.
15. ↑  Balochistan CM Zehri quits to avoid no-trust vote - The Express Tribune. The Express Tribune. 9 января 2018. Архивировано 13 января 2018. Дата обращения: 13 января 2018.
16. ↑  Another setback for the PML-N. www.pakistantoday.com.pk. 13 января 2018. Архивировано 14 января 2018. Дата обращения: 14 января 2018.
17. ↑  Balochistan all set to elect new chief minister today - Daily Times. Daily Times. 13 января 2018. Архивировано 13 января 2018. Дата обращения: 13 января 2018.
18. ↑  Undemocratic poll. DAWN.COM. 13 января 2018. Архивировано 13 января 2018. Дата обращения: 13 января 2018.
19. ↑  Shah, Syed Ali (13 января 2018). Balochistan Assembly votes Bizenjo in as new CM. DAWN.COM. Архивировано 13 января 2018. Дата обращения: 13 января 2018.
20. ↑  Balochistan Assembly elects Abdul Qudoos Bizenjo as provincial chief minister. www.pakistantoday.com.pk. Дата обращения: 13 января 2018.
21. ↑  What does the change in Balochistan mean?. The Nation. Архивировано 14 января 2018. Дата обращения: 14 января 2018.
22. ↑  Intricate moves. www.thenews.com.pk (англ.). Архивировано 14 января 2018. Дата обращения: 14 января 2018.
23. ↑  New chief minister of Balochistan - The Express Tribune. The Express Tribune. 14 января 2018. Архивировано 14 января 2018. Дата обращения: 14 января 2018.
24. ↑  Independents, PML-N dissidents launch new political party in Balochistan. www.pakistantoday.com.pk. Дата обращения: 29 марта 2018.
25. ↑  Shahid, Saleem (28 марта 2018). All eyes on party being launched in Balochistan today. DAWN.COM. Архивировано 15 ноября 2021. Дата обращения: 29 марта 2018.
26. ↑  Alauddin Marri appointed caretaker Balochistan CM. www.geo.tv. Дата обращения: 7 июня 2018. Архивировано 15 ноября 2021 года.
27. ↑  PB-44 Result - Election Results 2018 -  Awaran Cum Pangjur  - PB-44 Candidates - PB-44 Constituency Details - thenews.com.pk (англ.). www.thenews.com.pk. Дата обращения: 16 августа 2018. Архивировано 15 ноября 2021 года.
28. ↑  Shahid, Saleem (16 августа 2018). Quddus Bizenjo likely to become Balochistan PA speaker today. DAWN.COM. Архивировано 15 ноября 2021. Дата обращения: 16 августа 2018.
29. ↑  KP, Sindh CMs elected; Bizenjo becomes Balochistan Assembly speaker. DAWN.COM. 16 августа 2018. Архивировано 15 ноября 2021. Дата обращения: 16 августа 2018.
30. ↑  Shahid, Saleem (7 сентября 2018). Balochistan governor Achakzai resigns. DAWN.COM. Архивировано 15 ноября 2021. Дата обращения: 10 сентября 2018.
31. ↑  Shah, Syed Ali (19 ноября 2018). Quddus Bizenjo to resign as Balochistan Assembly speaker. DAWN.COM. Архивировано 15 ноября 2021. Дата обращения: 20 ноября 2018.
32. ↑  Abdul Qudoos Bizenjo elected new Balochistan chief minister unopposed. Dawn. 29 октября 2021. Архивировано 16 ноября 2021. Дата обращения: 15 ноября 2021.